# Epilyna
Epilyna is een geslacht met drie soorten tropische orchideeën uit de onderfamilie Epidendroideae.
Het zijn kleine, onopvallende planten afkomstig uit tropisch Midden- en Zuid-Amerika, vooral uit koelere bergwouden.

## Naamgeving
Synoniem: Eveleyna Steud 1820, Evelyna P&E 1836, Elleanthus C.Presl

## Kenmerken
Epilyna-soorten zijn maximaal 10 cm hoge, terrestrische orchideeën met een rechtopstaande bloemstengel, volledig omgeven door de elkaar overlappende bladscheden van kleine, ovale bladeren, met een beperkt aantal kleine witte bloemen in een terminale of axiale aar.

## Habitaten verspreiding
Epilyna zijn terrestrische planten uit koele, premontane tropische regenwouden op een hoogte rond 2.500 m, vooral in Costa Rica en Ecuador.

## Taxonomie
Het geslacht omvat drie soorten. De typesoort is Epilyna jimenezii Schltr. 1918
Sommige auteurs delen deze soorten in bij het geslacht Elleanthus.
- Epilyna embreei Dodson 1994
- Epilyna hirtzii Dodson 1989
- Epilyna jimenezii Schltr. 1918